# Fuerza Naval de Honduras
La Fuerza Naval de Honduras es una de las tres ramas que integran a las Fuerzas Armadas de Honduras.
La Fuerza Naval de Honduras, fueron creadas mediante un acuerdo presidencial del 14 de agosto de 1976, cuya finalidad es el resguardo del territorio marino nacional, en las aguas del (mar Caribe) océano Atlántico y del océano Pacífico.

## Historia

### Antecedente
Se tiene conocimiento que durante la presidencia constitucional del General brigadier José Santos Guardiola se intentó organizar una fuerza naval, pero debido al factor económico no se llevó a cabo, el gobierno adquirió algunas naves pero sin fines militares. En 1860, en la misma administración de Guardiola, este dio la orden de movilizar 400 hombres del ejército y 220 más trasladados en la goleta “Correo Nacional” de la marina hondureña y custodiada por el cañonero británico “Icarus” comandada por el almirante sir Nowell Salmon, con el fin de repeler la nueva invasión del filibustero William Walker que se había reforzado en Nueva Orleans. Después de una batalla que tuvo lugar cerca al Río Tinto y Negro, Walker fue emboscado, capturado un 3 de septiembre, enjuiciado y ejecutado mediante fusilamiento el 12 de septiembre de ese año (1860), cuya lápida se encuentra dentro de las colindancias de la española Fortaleza de Santa Bárbara en la ciudad de Trujillo, departamento de Colón.
El 28 de septiembre de 1865, durante la presidencia del Capitán General José María Medina fue instituida la Marina Militar de Honduras, abordando el propio mandatario Medina ese día la goleta Colibrí.
Siendo presidente el Doctor Policarpo Bonilla se firmó un contrato con la firma alemana Howelds Werke para la construcción de dos vapores denominados “Tatumbla”  y "22 de Febrero" los cuales se armaron en el astillero de Kiel, en Alemania con el fin de conformar una marina para la defensa nacional. El vapor "Tatumbla" tenía 108 toneladas brutas y 42 netas, desarrollaba 10 nudos y contaba con dos poderosos cañones; en cambio, el vapor "22 de Febrero" poseía 22 toneladas brutas, 10 netas y una capacidad para desarrollar 7 nudos. Seguidamente durante la presidencia del general Manuel Bonilla Chirinos, se encarga la construcción de un vapor más moderno para la marina, el “Hornet” (Avispón en inglés). Más tarde, en la dictadura republicana del Doctor y General don Tiburcio Carias Andino se ordenó la construcción de nuevos vapores actualizados y requeridos para el siglo XX, el “Búfalo”, el "Zambrano" (1934), el “Tigre” (1940), el "General Carias" (1946) y el "General Cabañas" (1948).

### Participación en la Segunda Guerra Mundial

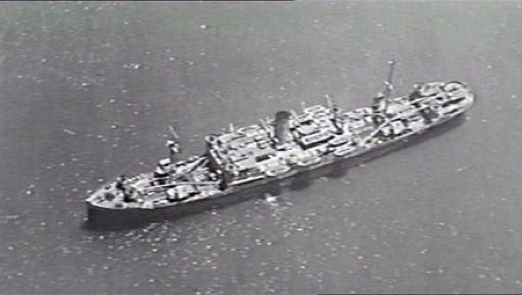
SS Contessa ,,,., barco Hondureño que sirvió durante la Segunda Guerra Mundial.

Honduras mantenía buenas relaciones diplomáticas con Alemania desde finales del siglo XIX y a causa de eso, ciudadanos alemanes fundaron en territorio hondureño -bajo la Ley de Migración- empresas, ingenios azucareros y haciendas cafetaleras. Cuando estalló la Segunda Guerra Mundial, muchos jóvenes germano-hondureños marcharon hacia Europa para luchar por Alemania y a la vez varios submarinos UBoat alemanes atracaban en las costas hondureñas para aprovisionarse de alimentos.
El Presidente Tiburcio Carías Andino rompió relaciones con Alemania, debido a la presión ejercida por el gobierno de los Estados Unidos de América tras el ataque a la base estadounidense de Pearl Harbor: el 8 de diciembre de 1941, Honduras le declara la guerra al Japón y cuatro días después hace lo mismo con Alemania e Italia. Uno de los mayores motivos por los que el país centroamericano se ha unido a los Aliados, fue que el ataque y destrucción de los barcos mercantes que transportaban productos de las empresas bananeras por submarinos alemanes. El barco Comayagua fue el primero en ser torpedeado en 1942, le siguió el barco Amapala torpedeado un 16 de mayo de 1942, el 7 de junio fue hundido el barco Castilla y seguido por el barco Baja California, entre otras naves atacadas, en total causando alrededor de 200 muertes hondureñas. 
Carias Andino, se unió a los Aliados y envió oficiales pilotos, soldados y marinos a la Segunda Guerra Mundial. Uno de los actos más valerosos de los marinos hondureños fue la noche del 10 de noviembre de 1942 cuando el barco “Contessa” estaba por entrar al puerto de Lyautey (actual Kenitra) en el Marruecos Francés llevando un cargamento de gasolina, municiones y otros pertrechos para las tropas aliadas. Sufrió entonces un bombardeo y diverso fuego enemigo, no obstante eso, la nave se aventuró en el ataque pudiendo repelirlo, según los informes y declaraciones de los sobrevivientes de la aventura, cuentan que la nave Contessa derribó a 15 aviones de la real Fuerza Aérea Imperial del Japón, saliendo victoriosos los artilleros hondureños, también hubo declaraciones de los mismos que se enfrentaron a 3 submarinos de la Alemania Nazi, 
```
más tarde estos cantarían el Himno nacional de Honduras a grandes gritos de victoria, también se entonó el Himno al General Francisco Morazán, al llegar a su destino y entregar su carga intacta.
```

El general de las tropas aliadas solicitó prestada la bandera del buque Contessa; de ese modo el pabellón azul y blanco con las cinco estrellas fue izada en aquel lugar del Norte de África.

### Fuerza naval profesional

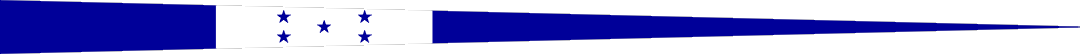
Bandera Naval de Honduras.

Bajo la administración del doctor y general Juan Manuel Gálvez el 8 de noviembre de 1950, se emite el Reglamento de Insignias y Uniformes de la Marina y con Acuerdo n.º 193 de fecha 20 de abril de 1964, se asignan los primeros dos oficiales (Erin O'Connor Bain y Humberto Regalado Hernández) y catorce elementos de tropa del Tercer Batallón de Infantería, el Subteniente O'Connor Bain es enviado a realizar sus estudios navales a Yorktown Estado de Virginia, Estados Unidos, al Centro de Entrenamiento de Oficiales de reserva de la Guardia Costera, el Subteniente Regalado y los catorce elementos de tropa, realizaron estudios en la Base Naval de la República de Panamá capacitados por técnicos militares de ese país y estadounidenses, conformándose así, el "Primer Destacamento de Botes" que daría inicio a una formal Fuerza Naval en el año de 1976, siendo nombrado primer Comandante el teniente coronel de infantería Erin O'Connor Bain. En el año 1964, el gobierno de los Estados Unidos de América dona dos botes tipo Mark-IV de 40 pies de manga, registradas como OLA y ARO en referencia al General Oswaldo López Arellano y a Andrés Ramírez Ortega. En el año 1977 la Fuerza Naval adquiere tres unidades. La Guaymuras de 105 pies, La Patuca y Ulua de 65 pies, para 1988 la Fuerza Naval recibió el buque anfibio Punta Caxinas de 149 pies de eslora, capacidad de 100 toneladas. Unos años después, se adquirió un nuevo patrullero modelo Peterson Mk-III, de 65 pies de eslora y un desplazamiento de 82 toneladas bajo propulsión de tres motores diésel GM 8V71T1 que le permiten velocidades de hasta 26 nudos y un radio de acción de 450 millas náuticas a toda su potencia de velocidad hace 2.000 o velocidad crucero. Su casco es de aluminio en V reforzado y tiene espacio para dos cañones de 20mm o 25mm; para dos morteros de 81mm y hasta cuatro ametralladoras. En el año 2013 se adquirieron dos naves Damen Stan 4207 matriculados FNH 1401 y 1402 entregados uno en septiembre y otro en noviembre de ese año, con esto la naval hondureña se convierte en la más modernizada de la región.

## Escala jerárquica de la fuerza naval hondureña
La escala jerárquica naval de la república se Honduras, se encuentra enumerada en la Ley Constitutiva de las Fuerzas Armadas de Honduras.
- Oficiales Almirantes:

| Grado           | Situación |
| Almirante       |           |
| Vicealmirante   |           |
| Contraalmirante |           |

- Oficiales Superiores:

| Grado              | Situación |
| Capitán de Navío   |           |
| Capitán de Fragata |           |
| Capitán de Corbeta |           |

- Oficiales Subalternos:

| Grado               | Situación |
| Teniente de Navío   |           |
| Teniente de Fragata |           |
| Alférez de Fragata  |           |

- Personal de Marinería del Cuerpo General:

| Grado              | Situación |
| Contramaestre I    |           |
| Contramaestre II   |           |
| Contramaestre III  |           |
| Cabo de Cubierta   |           |
| Marino de Cubierta |           |

- Personal de Infantería de Marina:

| Grado                                      | Situación |
| Sargento Brigadier de Infantería de Marina |           |
| Sargento Mayor de Infantería de Marina     |           |
| Sargento Primero de Infantería de Marina   |           |
| Sargento Segundo de Infantería de Marina   |           |
| Sargento Raso de Infantería de Marina      |           |
| Cabo primero                               |           |
| Cabo de Infantería de Marina               |           |
| Infante de Marina                          |           |

- Personal Técnico de los Servicios:

| Grado               | Situación |
| Maestre I           |           |
| Maestre II          |           |
| Maestre III         |           |
| Cabo Especialista   |           |
| Marino Especialista |           |
| Grumete             |           |

## Bases navales operacionales hondureñas
- En 1962 se abre en la Base Naval de la ciudad de Puerto Cortés, asimismo es sede del Centro de Estudios Navales y Centro de Reparaciones Navales.
- Primer Batallón de Infantería de marina con sede en La Ceiba, departamento de Atlántida.
- La Academia Naval de Honduras con sede en La Ceiba, Atlántida.
- Base Naval de Puerto Castilla, (Mar Caribe), departamento de Colón.
- Base Naval de Amapala, en el departamento de Valle, (Golfo de Fonseca) Océano Pacífico.
- Base Naval de Caratasca en el Departamento de Gracias a Dios.

### Academia naval
El 28 de febrero de 2000, es fundada la Academia Naval de Honduras (ANH) que es la encargada de egresar oficiales para la Fuerza naval y quienes pueden continuar con sus estudios en la Universidad Nacional de Defensa de Honduras.

## Flota
La flota naval hondureña,se compone de las siguientes naves: 
| EMBARCACIONES PATRULLERAS DE ZONA ECONÓMICA EXCLUSIVA | EMBARCACIONES PATRULLERAS DE ZONA ECONÓMICA EXCLUSIVA | EMBARCACIONES PATRULLERAS DE ZONA ECONÓMICA EXCLUSIVA | EMBARCACIONES PATRULLERAS DE ZONA ECONÓMICA EXCLUSIVA                                        | EMBARCACIONES PATRULLERAS DE ZONA ECONÓMICA EXCLUSIVA                                                                         | EMBARCACIONES PATRULLERAS DE ZONA ECONÓMICA EXCLUSIVA |
| ----------------------------------------------------- | ----------------------------------------------------- | ----------------------------------------------------- | -------------------------------------------------------------------------------------------- | --- | ----------------------------------------------------- |
| Nombre                                                | Cantidad                                              | Eslora                                                | Matrícula                                                                                    | Armamento | Fotografía                                            |
| General Cabañas                                       | 1                                                     | 62.0 m 202 ft                                         | FNH 2021 Israel ISRAEL SHIPYARDS Ocean Patrol Vessel Sa'ar 62                                | Cañón Principal 1 x Rafael Typhoon RCWS - Calibre 30mm Cañones Laterales 2 x Rafael Mini-Typhoon RCWS - Calibre 12.7mm        |                                                       |
| EMBARCACIONES PATRULLERAS DE COSTA Y ZONA CONTIGUA    |                                                       |                                                       |                                                                                              | |                                                       |
| Nombre                                                | Cantidad                                              | Eslora                                                | Matrícula                                                                                    | Armamento | Fotografía                                            |
| Lempira                                               | 1                                                     | 42.8 m 140 ft                                         | FNH 1401 Países Bajos DAMEN SHIPYARDS Damen Stan Patrol 4207                                 | Cañón Principal 1 x Rafael Typhoon RCWS - Calibre 30mm Cañones Laterales 2 x Rafael Mini-Typhoon RCWS - Calibre 12.7mm.       |                                                       |
| General Morazán                                       | 1                                                     | 42.8 m 140 ft                                         | FNH 1402 Países Bajos DAMEN SHIPYARDS Damen Stan Patrol 4207                                 | Cañón Principal 1 x Rafael Typhoon RCWS - Calibre 30mm Cañones Laterales 2 x Rafael Mini-Typhoon RCWS - Calibre 12.7mm.       |                                                       |
| EMBARCACIONES PATRULLERAS DE COSTA                    |                                                       |                                                       |                                                                                              | |                                                       |
| Nombre                                                | Cantidad                                              | Eslora                                                | Matrícula                                                                                    | Armamento | Fotografía                                            |
| Tegucigalpa                                           | 1                                                     | 32.6 m 107 ft                                         | FNH 1071 Estados Unidos LANTANA BOATYARD Guardian Patrol Boats                               | Ametralladora de proa 1 x Calibre 12.7mm Ametralladora de popa 1 x Calibre 12.7mm Ametralladoras Laterales 2 x Calibre 7.62mm |                                                       |
| Copán                                                 | 1                                                     | 32.6 m 107 ft                                         | FNH 1072 Estados Unidos LANTANA BOATYARD Guardian Patrol Boats                               | Ametralladora de proa 1 x Calibre 12.7mm Ametralladora de popa 1 x Calibre 12.7mm Ametralladoras Laterales 2 x Calibre 7.62mm | N/D                                                   |
| Guaymuras                                             | 1                                                     | 32.0 m 105 ft                                         | FNH 1051 Estados Unidos SWIFTSHIPS Patrol Boats                                              | Ametralladora frontal 1 x Calibre 12.7mm                                                                                      |                                                       |
| Honduras                                              | 1                                                     | 32.0 m 105 ft                                         | FNH 1052 Estados Unidos SWIFTSHIPS Patrol Boats                                              | Ametralladora frontal 1 x Calibre 12.7mm                                                                                      |                                                       |
| Hibueras                                              | 1                                                     | 32.0 m 105 ft                                         | FNH 1053 Estados Unidos SWIFTSHIPS Patrol Boats                                              | Ametralladora frontal 1 x Calibre 12.7mm                                                                                      |                                                       |
| Chamelecón                                            | 1                                                     | 26.0 m 85 ft                                          | FNH 8501 Estados Unidos / Israel SWIFTSHIPS IAI Dabur Type Patrol Boat                       | Ametralladora frontal 1 x Calibre 12.7mm                                                                                      |                                                       |
| Río Aguán                                             | 1                                                     | 26.0 m 85 ft                                          | FNH 8502 Países Bajos / Estados Unidos DAMEN SHIPYARDS / METAL SHARK.                        | Ametralladoras manuales laterales 2 x Calibre 12.7mm                                                                          | N/D                                                   |
| Yojoa II                                              | 1                                                     | 23.2m 76 ft                                           | FNH 7601                                                                                     | Ninguno |                                                       |
| Brus Laguna                                           | 1                                                     | 23.2m 76 ft                                           | FNH 7602                                                                                     | Ninguno | N/D                                                   |
| Goascorán                                             | 1                                                     | 20.0 m 65 ft                                          | FNH 6502 Estados Unidos SWIFTSHIPS Patrol Boats                                              | 1 x Ametralladora frontal Calibre 12.7mm                                                                                      | N/D                                                   |
| Patuca                                                | 1                                                     | 20.0 m 65 ft                                          | FNH 6503 Estados Unidos SWIFTSHIPS Patrol Boats                                              | 1 x Ametralladora frontal Calibre 12.7mm                                                                                      | N/D                                                   |
| Ulúa                                                  | 1                                                     | 20.0 m 65 ft                                          | FNH 6504 Estados Unidos SWIFTSHIPS Patrol Boats                                              | 1 x Ametralladora frontal Calibre 12.7mm                                                                                      | N/D                                                   |
| Choluteca                                             | 1                                                     | 20.0 m 65 ft                                          | FNH 6505 Estados Unidos SWIFTSHIPS Patrol Boats                                              | 1 x Ametralladora frontal Calibre 12.7mm                                                                                      | N/D                                                   |
| Río Coco                                              | 1                                                     | 20.0 m 65 ft                                          | FNH 6506 Estados Unidos SWIFTSHIPS Patrol Boats                                              | 1 x Ametralladora frontal Calibre 12.7mm                                                                                      | N/D                                                   |
| INTERCEPTORES                                         |                                                       |                                                       |                                                                                              | |                                                       |
| Nombre                                                | Cantidad                                              | Eslora                                                | Matrícula                                                                                    | Armamento | Fotografía                                            |
| Boston Whalers                                        | 10                                                    | 11.4 m 37 ft                                          | FNH 3701 a FNH 3710 Estados Unidos BOSTON WHALER Interceptors BW370                          | Ninguno |                                                       |
| Lancha Patrullera                                     | 8                                                     | 11.0 m 36 ft                                          | FNH 3601 a FNH 3608 Estados Unidos LANTANA BOATYARD Guardian Patrol Boats                    | Ninguno |                                                       |
| Interceptores                                         | 6                                                     | 11.0 m 36 ft                                          | FNH 3601 a FNH 3606 Países Bajos DAMEN SHIPYARDS Damen Interceptor 1102                      | Ametralladora frontal 1 x Calibre 12.7mm                                                                                      |                                                       |
| Interceptores                                         | 2                                                     | 10.7 m 35 ft                                          | FNH 3501 a FNH 3502 Estados Unidos / Colombia SAFE BOATS / COTECMAR Multi Misión Interceptor | N/D |                                                       |
| Interceptores                                         | 25                                                    | 10.0 m 32 ft                                          | FNH 3201 a FNH 3225 Colombia EDUARDOÑO Patrullero 320                                        | Ametralladora frontal 1 x Calibre 12.7mm                                                                                      |                                                       |
| Lancha patrullera                                     | N/D                                                   | 9.5 m 31 ft                                           | FNH-3101 a FNH-31??                                                                          | Ninguno |                                                       |
| Lanchas patrulleras                                   | 10                                                    | 8.8 m 29 ft                                           | FNH 2901 a FNH 2915 Estados Unidos BOSTON WHALER Guardian 29                                 | Ametralladora frontal 1 x Calibre 12.7mm                                                                                      |                                                       |
| Lanchas patrulleras                                   | 10                                                    | 7.6m 25 ft                                            | FNH 2501 a FNH 2510 Colombia EDUARDOÑO Dorado 250                                            | Ninguno |                                                       |
| Pirañas                                               | 8                                                     | 5.5 m 18 ft                                           | FNH-1801 a FNH-1808 Estados Unidos NAPCO Patrol Boat                                         | Ninguno |                                                       |
| EMBARCACIONES DE APOYO                                |                                                       |                                                       |                                                                                              | |                                                       |
| Nombre                                                | Cantidad                                              | Eslora                                                | Matrícula                                                                                    | Armamento | Fotografía                                            |
| Gracias a Dios                                        | 1                                                     | 49.0 m 161 ft                                         | FNH 1611 Colombia COTECMAR BAL-C Short Range Logistic Support Ship                           | Ninguno |                                                       |
| Punta Caxinas                                         | 1                                                     | 45.0 m 149 ft                                         | FNH 1491 Estados Unidos LANTANA BOATYARD Landing Craft Unit                                  | Ninguno |                                                       |
| Caratasca                                             | 1                                                     | 22.0 m 73 ft                                          | FNH 7301 Estados Unidos SWIFTSHIPS LCM-8 Landing Craft Unit                                  | Ninguno | N/D                                                   |
| Tansín                                                | 1                                                     | 22.0 m 73 ft                                          | FNH 7302 Estados Unidos SWIFTSHIPS LCM-8 Landing Craft Unit                                  | Ninguno | N/D                                                   |
| Warunta                                               | 1                                                     | 22.0 m 73 ft                                          | FNH 7303 Estados Unidos SWIFTSHIPS LCM-8 Landing Craft Unit                                  | Ninguno |                                                       |
| DRONES EN EMBARCACIONES                               |                                                       |                                                       |                                                                                              | |                                                       |
| Modelo                                                | Cantidad                                              | Matrícula                                             | Origen / Fabricante                                                                          | Embarcación asignada | Fotografía                                            |
| Black Eagle 50                                        | 1                                                     | N/D                                                   | Israel Steadicopter                                                                          | FNH 2021 General Cabañas |                                                       |
| Orbiter 2                                             | 2                                                     | N/D                                                   | Israel Aeronautics Defense Systems Ltd                                                       | FNH 2021 General Cabañas |                                                       |
| HELICÓPTEROS - AVIACIÓN NAVAL                         |                                                       |                                                       |                                                                                              | |                                                       |
| Modelo                                                | Cantidad                                              | Matrícula                                             | Origen / Fabricante                                                                          | Embarcación asignada | Fotografía                                            |
| Bo-105-S                                              | 1                                                     | FNH-101                                               | Alemania Messerschmitt-Bölkow-Blohm (MBB) por Eurocopter                                     | FNH 2021 General Cabañas |                                                       |

Desde el año 2005 las Fuerzas Navales del continente americano, realizan los ejercicios conjuntos multinacionales “Panamax 2006” con el fin de salvaguardar el Canal de Panamá y costas territoriales contra el narcotráfico.

### Infografía

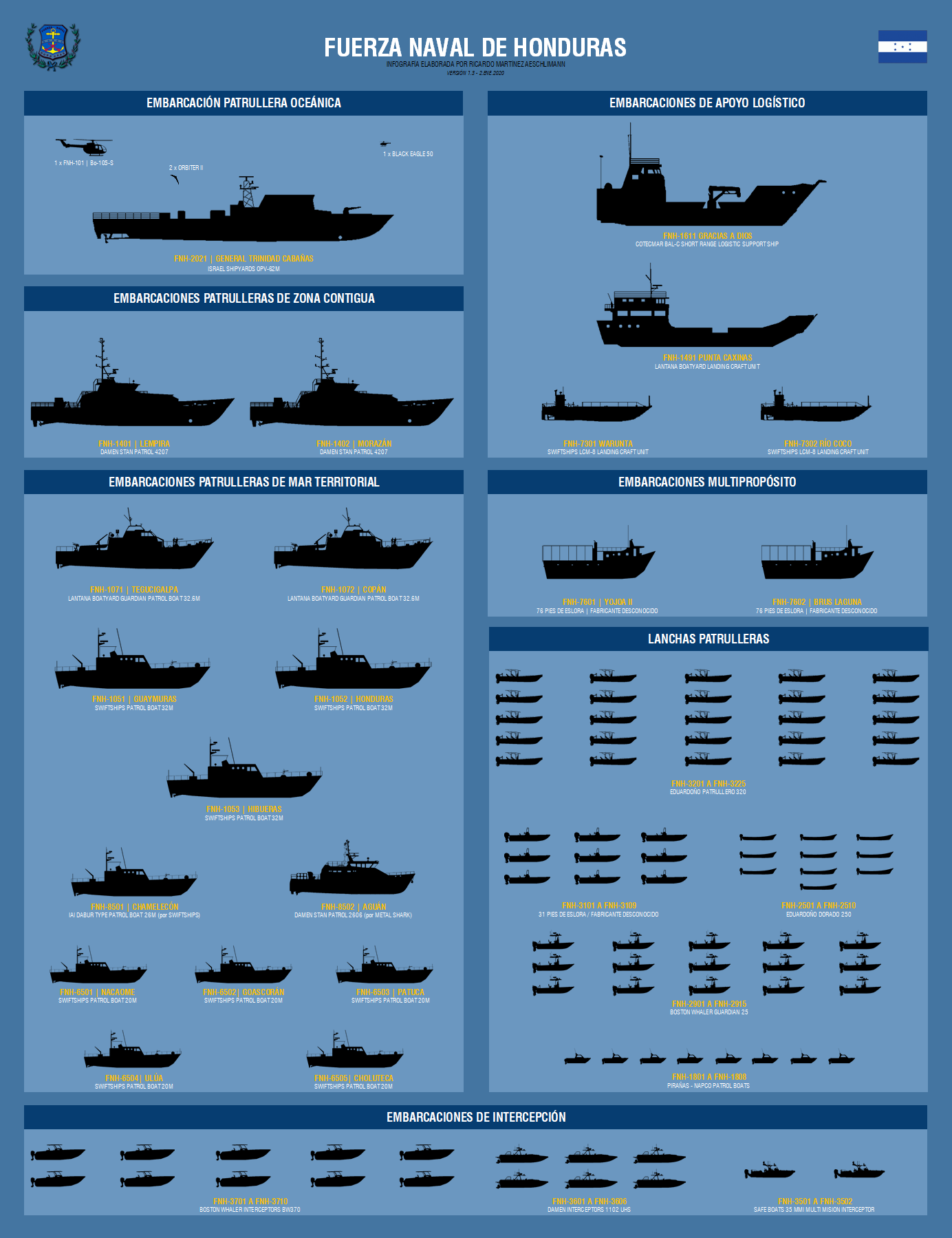

### Comandantes
Listado de comandantes de la Fuerza Naval de Honduras.
| Orden | Comandante                                         | Inicio de mandato | Fin del mandato |
| ----- | -------------------------------------------------- | ----------------- | --------------- |
| 1     | Teniente coronel de Infantería Erin O'Connor Bain  | 1976              | 1978            |
| 2     | Coronel de Infantería José Matías Hernández García | 1978              | 1980            |
| 3     | General de Brigada Rubén Humberto Montoya          | 1980              | 1984            |
| 4     | Coronel de Infantería Humberto Regalado Hernández  | 1984              | 1986            |
| 5     | Coronel de Infantería Ronnie H. Martínez Méndez    | 1986              | 1987            |
| 6     | Coronel de Infantería Carlos Reyes Barahona        | 1987              | 1988            |
| 7     | Capitán de Navío Leonel Martínez Minera            | 1988              | 1989            |
| 8     | General de Brigada Arnulfo Cantarero López         | 1989              | 1990            |
| 9     | General de Brigada Luis Alonso Discua Elvir        | 1990              | 1991            |
| 10    | General de Brigada Reinaldo Andino Flores          | 1991              | 1993            |
| 11    | Contralmirante Giordano Bruno Fontana Hedman       | 1993              | 1997            |
| 12    | Capitán de Navío Ricardo Reyes Rivera              | 1997              | 1999            |
| 13    | Capitán de Navío Hermán Iván Ramírez Lanza         | 1999              | 2000            |
| 14    | Contralmirante Rolando Gonzáles Flores             | 2000              | 2002            |
| 15    | Coronel de Artillería Willys Nélson Mejía Mejía    | 2002              | 2004            |
| 16    | Contralmirante José Eduardo Espinal Paz            | 2004              | 2007            |
| 17    | Contralmirante Juan Pablo Rodríguez Rodríguez      | 2008              | 2011            |
| 18    | Contralmirante Ramón Cristóbal Romero Burgos       | 2011              | 2011            |
| 19    | vicealmirante Rigoberto Espinoza Posadas           | 2011              | 2013            |
| 20    | Contralmirante Héctor Orlando Caballero Espinoza   | 2013              | 2015            |
| 21    | Contralmirante Jesús Humberto Benítez Alvarado     | 2015              | 2017            |
| 22    | Capitán de Navío Efraín Mann Hernández             | 2017              | 2019            |
| 23    | Capitán de Navío José Jorge Fortín                 | 2019              | 2021            |